# 皇家郵政
皇家郵政是一家英國郵政公司，建立於1516年。旗下的子公司皇家郵政集團（Royal Mail Group Limited）負責送信業務Royal Mail和包裹郵遞業務Parcelforce Worldwide。一般物流系統是其子公司皇家郵政集團的子公司，負責物流相關業務。英國大街小巷的郵箱信筒裡面的信件都是由該公司郵遞的，在工作日每天都會有皇家郵政的工作人員清理這些信箱。
皇家郵政在歷史上大多數時期都是公共服務公司，作為一個部或國有企業來運作。但在2011年郵政服務法案頒布之後，皇家郵政开始私有化，其大多數股份都在2013年10月15日於倫敦證券交易所上市，同年12月23日更成為富時100指數成分，英國政府只持有30%的股份。在2015年，英国政府将其所持的股份全部抛售，使得皇家邮政彻底结束了近五个世纪的国有地位。

## 歷史與沿革

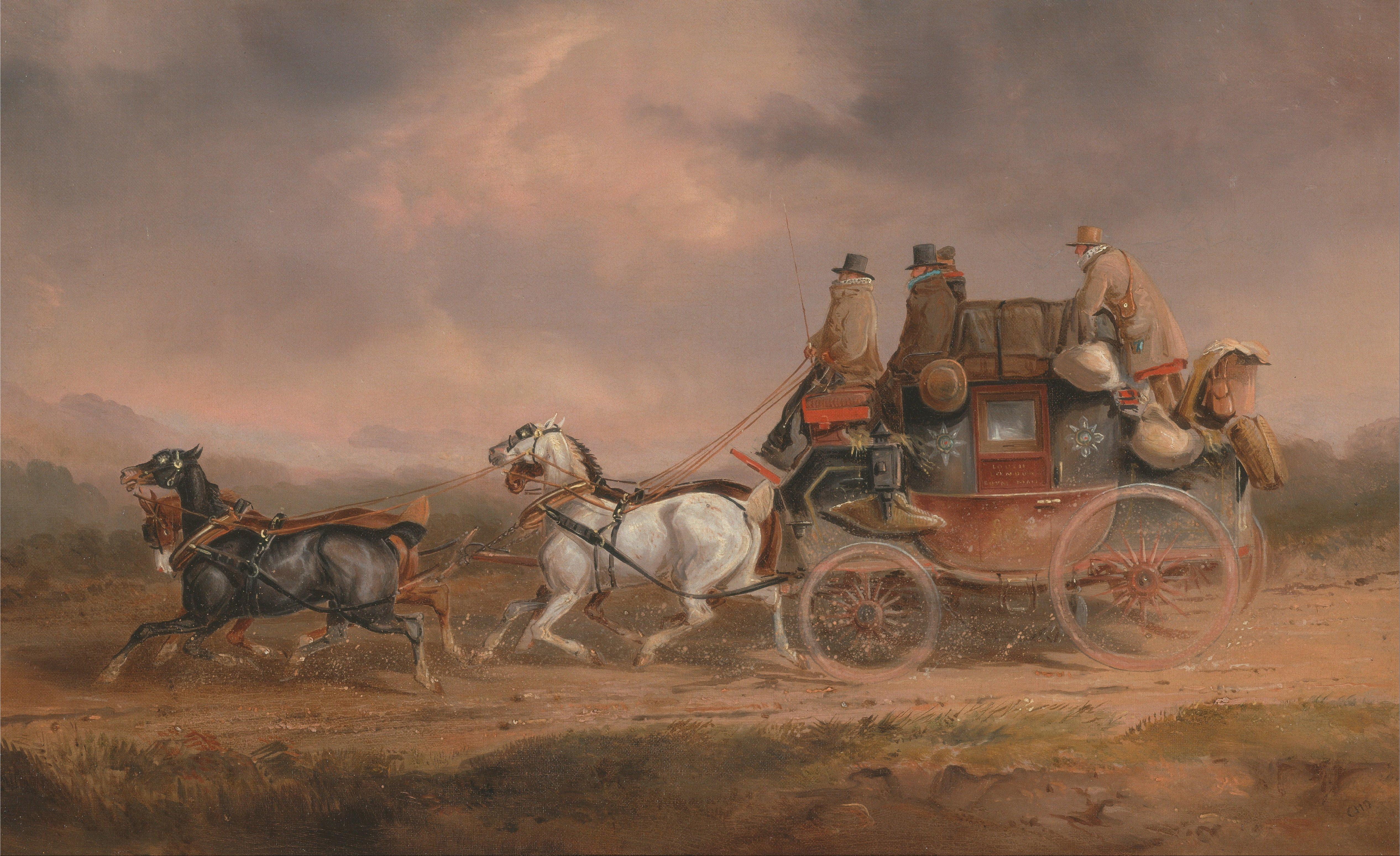
《上路的邮件马车》，查理斯·库珀·亨德森，1820

皇家郵政最早由國王亨利八世於1516年所創，但到1635年才對一般公眾提供服務，1650年確立「郵政總局」（General Post Office）的名稱，是中央政府的一支。皇家郵政在1840年首先推出全國一體適用的各地投遞郵資標準表，以及可貼附之郵票，是世界郵票制度之首創，也是世界上唯一郵票不印國名的國家——以英王頭像代替铭志。1870年皇家郵政開辦電報業務，1912年兼併大多數英國各地方政府的電話局，專營電話業務。直到1981年，依據國會通過的「電信法」，電信業務分出，後來並私營化，成為英國電信（BT）。
英國郵政總局1969年改為國營企業，稱為「郵局」（The Post Office）。2000年又改制為政府經營的公法人有限公司，整個集團也於2007年改稱「皇家郵政集團有限公司」（Royal Mail Group Limited）。與英國電信等不同，皇家郵政並未於柴契爾夫人擔任首相的1980年代被民營化。

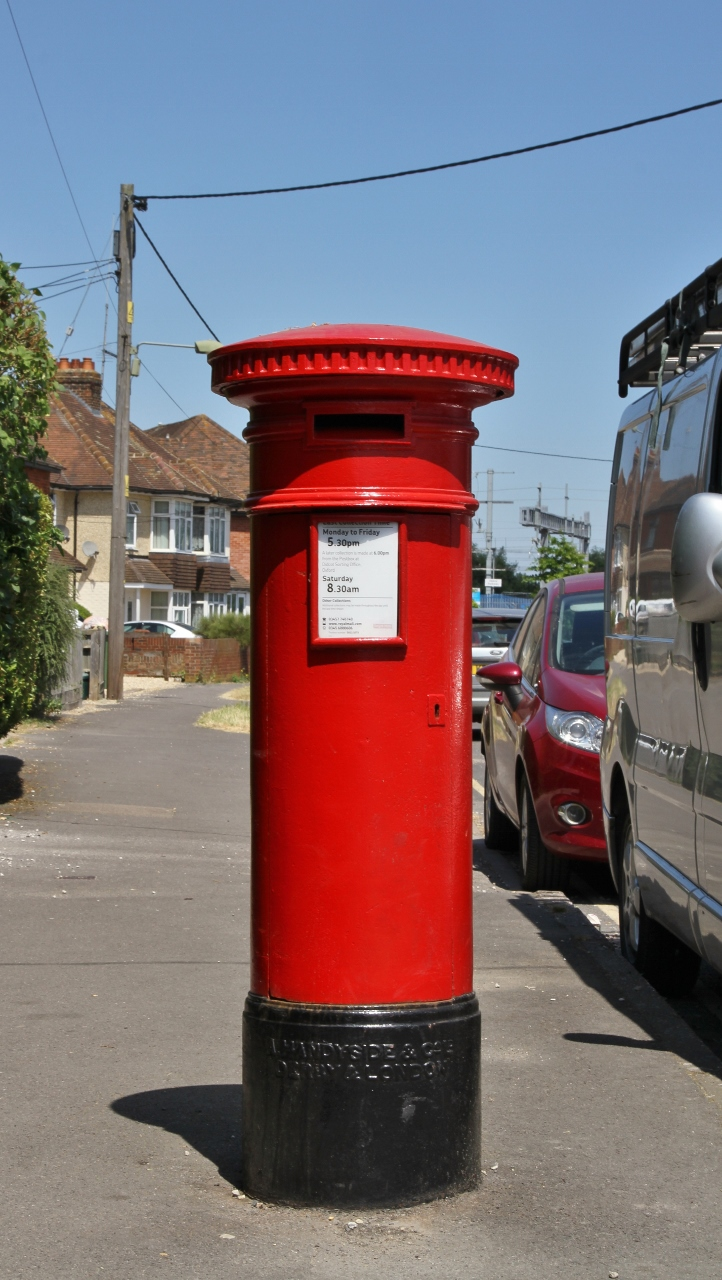
著名的英國大紅立式郵筒

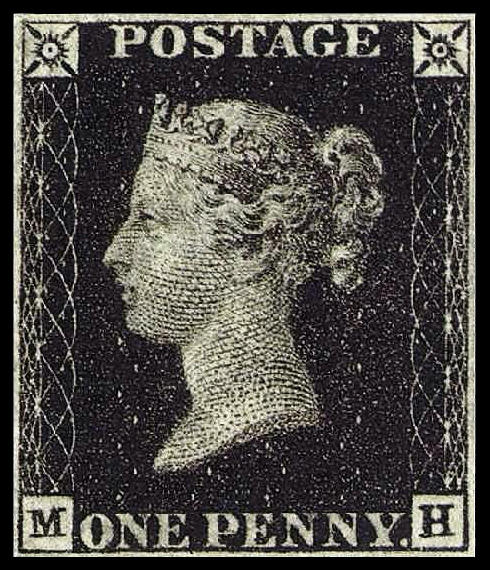
世界上第一枚郵票“黑便士” （Black Penny）

英國商業創新大臣祈維信2013年7月10日於國會宣布私有化計劃。英國政府主張私有化可推動郵政業務改革。皇家郵政信件及包裹業務已於2013年10月上市，為英國政府套現近30億鎊（約350億港元）。英國政府仍持有皇家郵政30%股權，原有員工亦獲分配10%股票。
2021年10月8日，皇家郵政 (OTCPK:ROYMY) 的子公司 General Logistics Systems (GLS) 以 3.6 億加元（約合 2.89 億美元）收購了加拿大物流集團 Mid-Nite Sun Transportation Ltd。 Mid-Nite Sun 擁有加拿大西部最大的獨立貨運公司之一：Rosenau Transport。 

## 現況與挑戰
於2013年中，皇家郵政在全英國有約14,000所支局，每天處理8,400萬件郵件，投遞到全球2,700萬處不同的地址。2006年營業額是160億美元，淨利約5億美元。2006年起，英國政府開放郵遞市場，皇家郵政不再享有壟斷地位，到了2008年初，其營業績效惡化，出現淨損約3億美元。該公司指出，面對未來主要的挑戰有2大項：1、設備老舊無法與同業競爭，未來需要投資約30億美元來改善。2、員工勞退基金目前出現約50億美元的赤字，將危急未來員工的福利。
「皇家郵政集團」目前經營以下兩個分支業務單位：
- 皇家郵政（Royal Mail）：經營郵遞信件業務
- 包裹服務（Parcelforce）：經營包裹業務

至於負責郵局櫃臺管理，並承辦各類理財業務的郵局公司則仍為英國政府全資擁有。

## 外部連結
- 皇家郵政集團首頁